# Brookmere
Brookmere est une municipalité située dans la province de la Colombie-Britannique, dans la région de Nicola.

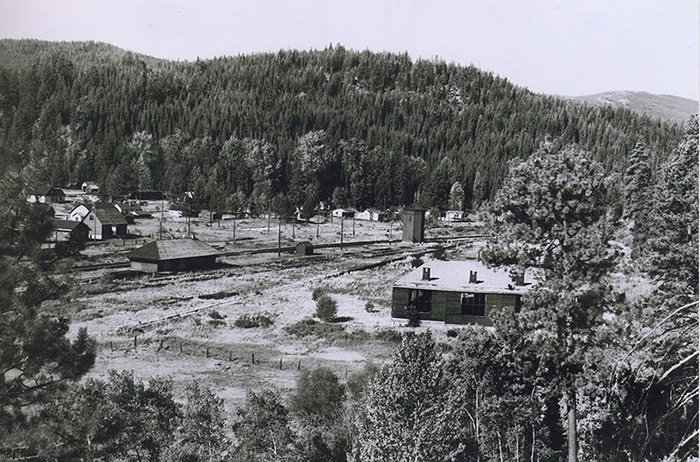
Arrière de la rotonde, de la gare de triage, de la gare et du château d'eau, Brookmere, C.-B., 1924